# Waldesfrieden
Waldesfrieden ist ein Wohnplatz der Stadt Seehausen (Altmark) im Landkreis Stendal in Sachsen-Anhalt.

## Geographie
Die Siedlung Waldesfrieden liegt im Südwesten der Stadt Seehausen im Landschaftsschutzgebiet „Ostrand der Arendseer Hochfläche“. Sie ist von der Stadtforst Seehausen umgeben.
Ein Nachbarort im Südwesten ist Baarsberge.

## Geschichte
In unmittelbarer Nähe der Stadt gab es ein Gestüt. Ein Besitzer soll diesem Gebiet in Richtung Barsberge den Namen gegeben haben.:S. 82
Im Jahre 1920 fand ein Pferderennen auf der Rennbahn bei Waldesfrieden statt.:S. 129
Der kreisgeleitete volkseigene Betrieb „VEB (K) Bau“ wurde 1954 gegründet und bestand aus verschiedensten Gewerken. Der Hauptsitz des Betriebes befand sich in Waldesfrieden.:S. 249
Der Baubetrieb wurde nach 1990 aufgelöst und die ehemaligen Betriebsgebäude zum Teil abgerissen. Das Gelände wurde für eine Wohnbebauung freigegeben. Nach 1990 entstand zunächst ein Baumarkt, der aber wieder aufgegeben wurde. Später siedelte sich eine Möbelfirma an.:S. 294